# Ріхтер Микола Федорович
Микола Федорович Ріхтер (рос. Рихтер Николай Фёдорович; 5 (17) березня 1844 — 23 листопада (6 грудня) 1911) — російський громадський діяч.

## Біографія
Представник роду (фон) Ріхтерів: батько-архітектор Федір Федорович Ріхтер; мати — Олександра Миколаївна, уроджена Гусятникова.
Навчався в 4-й московській гімназії; потім закінчив природниче відділення фізико-математичного факультету Московського університету кандидатом.
Будучи начальником 5-ї земської ділянки Московського повіту і, одночасно, землевласником Ростокинської волості (маєток Раєво на Лівому березі Яузи), Ріхтер в 1876 році брав участь у створенні в Раєві школи — другої за рахунком безкоштовної земської школи на всю волость. У земську власність школа перейшла в 1879 році й Микола Федорович став її першим попечителем.
Гласний Московської міської думи (1873—1876, 1881—1888, 1901—1911). Голова Московської повітової земської управи — затверджений на посаді 15 лютого 1896. «Отримавши у спадок від своїх попередників в 1896 році всього 71 школу, Микола Федорович Ріхтер до кінця десятиліття подвоїв їх кількість у губернії».
Із 1907 року — голова Московської губернської земської управи; в цьому ж році, 6 грудня, був проведений в чиндійсного статського радника.
Мав нагороди: ордени Св. Володимира 3-й ст. (1910), Св. Анни 2-й ст. (1904), Св. Станіслава 2-й ст. (1901).

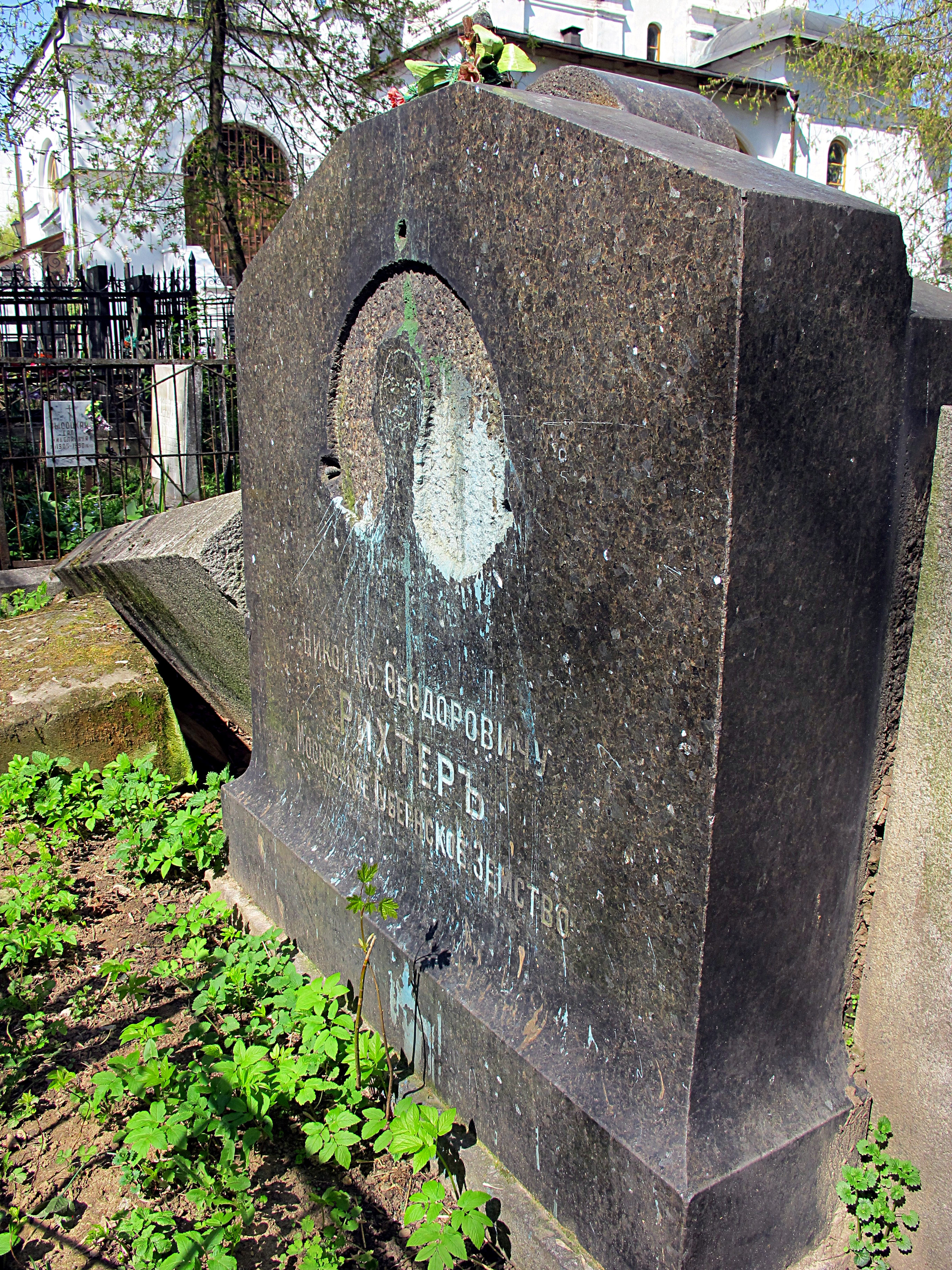
Могила М. Ф. Ріхтера на Медведковському кладовищі

Раптово помер від інсульту 23 листопада (6 грудня) 1911 року в селі Медведково. Був похований на Медведковському кладовищі.
Дружина — Марія Дмитрівна, урожд. Філімонова. Їхні діти: Ніна (30.07.1878—?); Зоя (22.03.1880—?); Анна (27.09.1893—?); Всеволод (25.11.1886—?); Георгій (21.01.1899—?).